# Club Deportivo Santañí
El Club Deportivo Santañí (Club Esportiu Santanyí, en catalán) es un club de fútbol español de la ciudad de Santañí, en las Islas Baleares. Fue fundado en 1968 y juega en el Grupo XI de la Tercera División de España.

## Historia
Se fundó en 1968 con el nombre de Club Deportivo Santañy, modificándolo al finalizar la temporada 1988-89 al de Club Deportivo Santanyí. Posteriormente, al finalizar la campaña 2010-11 tomó el nombre de Club Esportiu Santanyí.
En la temporada 2007/08 logró clasificarse para jugar la promoción de ascenso a la Segunda División B, aunque perdió la primera eliminatoria contra el C.D. Mirandés por un resultado global de 3-0.
Una temporada más tarde, el equipo disputa otra vez la fase de ascenso a Segunda B; en la primera ronda elimina al CE L'Hospitalet en la tanda de penaltis tras remontar un 3-0 en el partido de vuelta y, en segunda ronda, cae con el Jerez Industrial CF por un global de 3-0.
En la temporada 2017-18 asciende a Tercera División, tras pasar las últimas 3 temporadas en la Regional Preferente.
Entre 2018 y 2024, colaboró con el Atlético Baleares, siendo el Santañí el filial del club blanquiazul.

## Estadio
El equipo juega en el Estadio Municipal de Santañí, con capacidad para 4.000 espectadores. Se trata de un campo de hierba artificial.

## Uniforme
- Uniforme titular: Camiseta rojiblanca, pantalón azul y medias rojas.

## Datos del club
- Temporadas en Primera División: 0.
- Temporadas en Segunda División: 0.
- Temporadas en Segunda División B: 0.
- Temporadas en Tercera División: 13